# Brenda Ann Spencer

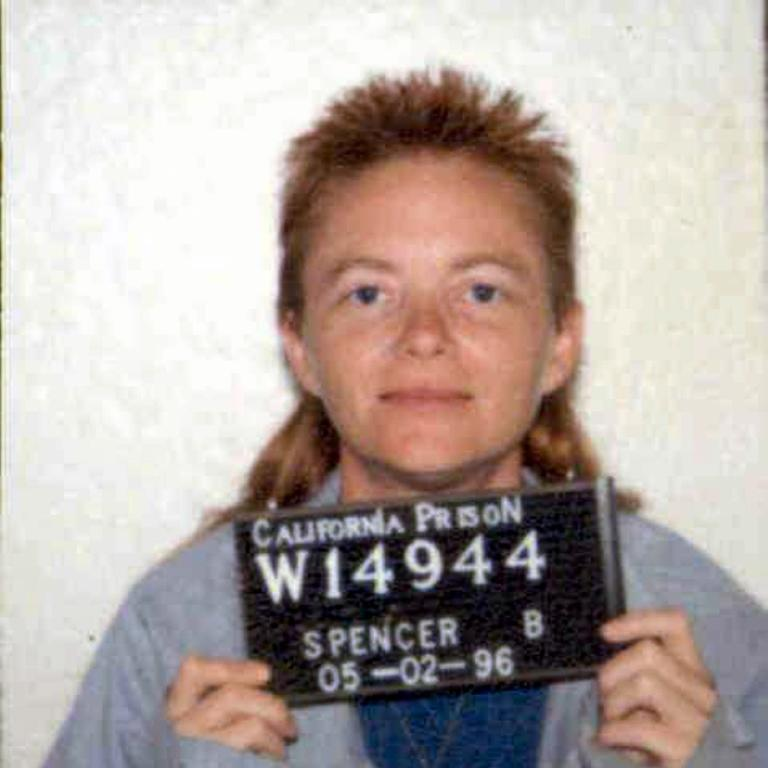
Brenda Ann Spencer (1996)

Brenda Ann Spencer (* 3. April 1962 in San Diego, Kalifornien) ist eine US-amerikanische Amokläuferin. Sie erschoss am 29. Januar 1979 vor der Grover Cleveland Elementary School in San Diego zwei Personen und verletzte neun weitere. In den USA gilt diese Tat nach dem Schulmassaker von Bath 1927 als erster Amoklauf an einer Schule in der neueren Zeit und ging durch das Lied I Don’t Like Mondays (1979) in die Musikgeschichte ein.

## Tathergang
Brenda Ann Spencer war zum Zeitpunkt ihrer Tat 16 Jahre alt. Sie schoss ab 8:30 Uhr aus ihrem Schlafzimmerfenster auf die gegenüberliegende Schule mit einem halbautomatischen Gewehr Ruger 10/22 (Kaliber .22 lfB), das sie von ihrem Vater kurz zuvor zu Weihnachten 1978 geschenkt bekommen hatte. Dabei wurden der Schulleiter Burton Wragg und der Hausmeister Mike Suchar getötet, außerdem acht Schüler und ein Polizist verwundet.
Während des Amoklaufs wurde sie von einem Journalisten angerufen, dem sie als Grund für die Tat angab: „I don’t like Mondays. This livens up the day.“ („Ich mag keine Montage. Das belebt den Tag.“) Nach über sechs Stunden beendete sie die Schießerei und wurde von einem SWAT-Team verhaftet. Auch bei ihrer Verhaftung sagte sie zu den Polizisten: „Nothing’s happening today. I don’t like Mondays.“ („Heute passiert nichts. Ich mag keine Montage.“) Bei ihrer Vernehmung gab sie noch weitere ähnliche Dinge an, etwa „There was no reason for it, and it was just a lot of fun.“ („Es gab keinen Grund dafür, und es hat einfach viel Spaß gemacht.“), „It was just like shooting ducks in a pond.“ („Es war so, als würde man Enten in einem Teich abschießen.“) und „the children looked like a herd of cows standing around, it was really easy pickings“ („Die Kinder sahen wie eine herumstehende Herde Kühe aus und waren wirklich einfache Ziele.“). Spencer bekannte sich vor Gericht schuldig und wurde wegen zweifachen Mordes und Körperverletzung mit einer tödlichen Waffe zu zweimal 25 Jahren bis lebenslanger Haft verurteilt.

## Haftprüfungen
Bei den bisherigen Haftprüfungen 1993, 2001, 2005, 2009 und 2019 wurde eine Entlassung verweigert. 2009 gab sie an, dass sie gehofft hatte, während der Schießerei erschossen zu werden, weil vorige Suizidversuche missglückt waren. In Kalifornien werden Mörder selten aus der Haft entlassen.
Beim zweiten Gnadengesuch 2001 behauptete Spencer, dass sie zur Tatzeit unter dem Einfluss von Alkohol und anderen Drogen gestanden und unter Halluzinationen gelitten habe. Sie sprach des Weiteren von einer Verschwörung: Ihr seien nach der Verhaftung bewusstseinsverändernde Drogen verabreicht worden, damit sie die Tat gestehe. Außerdem sei sie von ihrem Vater sexuell missbraucht worden. Sie äußerte auch Zweifel an ihrer Schuld und warf der Polizei vor, auf die Opfer geschossen zu haben. Diese Aussage widersprach jedoch ihren früheren Darstellungen. Allerdings zeigte sie auch Anflüge von Reue: „Ich weiß, zu sagen, dass es mir leid tut, macht es nicht ungeschehen. Bei jedem Schulmassaker fühle ich mich mitverantwortlich. Was, wenn sie die Idee dazu von mir haben?“ Bei der Anhörung 2009 wurde festgelegt, dass sie für weitere 10 Jahre keine weitere Haftprüfung anstrengen darf. Im August 2022 versuchte sie erneut, entlassen zu werden, einigte sich jedoch mit dem Bewährungssausschuss darauf, dass sie die Bedingungen noch nicht erfüllt und den nächsten Antrag erst wieder 2025 stellen darf. Auch dieser Antrag wurde abgelehnt. Eine erneute Antragsstellung ist frühestens 2028 möglich.

## Sonstiges
Der Ausspruch „I don’t like Mondays“ (Ich mag keine Montage), der die Grundlosigkeit des Massakers unterstrich und weltweit für Aufmerksamkeit sorgte, inspirierte den Sänger Bob Geldof der irischen Rockgruppe The Boomtown Rats 1979 zum gleichnamigen größten Hit der Band.